# Canon EOS 400D
A Canon EOS 400D (também chamada de Rebel XTi) é uma câmera fotográfica DSLR lançada pela Canon em agosto de 2006.
Ela é a sucessora da popular Canon EOS 350D, apresentando, como melhorias, um sensor CMOS de 10,1 megapixel, um buffer maior para disparo contínuo, um sistema de autofoco de 9 pontos mais preciso, grip mais ergonômico e uma tela de LCD maior (2,5 polegadas, 64mm, com 230.000 pixels) e com maior ângulo de visão, que substitui a tela superior de status.